# Hermann Obrist

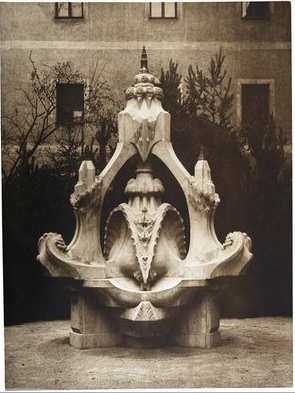
Fontän av Obrist i Kunstgewerbehaus, München.

Hermann Obrist, född den 27 maj 1862 i Kilchberg vid Zürich, död den 26 februari 1927 i München, var en schweizisk konstnär. Han var bror till musikvetaren Aloys Obrist
Obrist utbildade sig vid Konstindustriella skolan i Karlsruhe, i skulptur i Paris och i Florens. Han bosatte sig 1894 i München och grundlade där "de förenade verkstäderna" och en skola för tillämpad och fri konst. Hermann Obrist tecknade en mängd konstindustriella föremål: möbler, keramik, ljuskronor, väggbonader, mattor, kuddar, gravmonument, urnor och brunnsbyggnader samt utförde arkitektonisk plastik. Obrist är representerad  i Kunstgewerbemuseerna i Berlin, Breslau, Wien med flera platser. Han utgav 1903 Neue Möglichkeiten in der bildenden Kunst.